# 奥尔泰尼察
奥尔泰尼察是罗马尼亚克勒拉希县的一座城市，位于阿尔杰什河畔，人口31,434人（2000年）。奧爾泰尼察這一名稱首次出現是在1515年。在俄土戰爭中，俄羅斯軍隊從這裡進入保加利亞。